# 善家堡墓群
善家堡墓群是一处位于山西省朔州市右玉县右卫镇善家堡村西梁的汉代墓葬群，2000年3月列入右玉县文物保护单位。1990年5月，山西省考古研究所组织了勘探、调查工作，认定这是一处古墓群。这年6月起，考古工作者进行了4个月的发掘，共计清理了23座墓葬，出土文物达413件（组）。善家堡墓群出土的文物与同时期汉族墓葬有显著区别，却与同时代的鲜卑、匈奴墓葬有很大的相似之处。研究者认为，这反映了当时右玉一带汉族、匈奴族、鲜卑族交融的历史事实。